# Rafael Echeverría
Rafael Echeverría García-Huidobro (Santiago de Chile, 1 de octubre de 1943) es un sociólogo y doctor en filosofía chileno, conocido por desarrollar el discurso de la Ontología del lenguaje, concepto que acuña en un libro homónimo publicado en 1994. Es un impulsor de la disciplina del coaching ontológico. Su padre fue el filósofo José Echeverría.

## Trayectoria
Estudió Sociología en la Pontificia Universidad Católica de Chile, donde llegó a ser Presidente de su Centro de Alumnos y de la Federación de Estudiantes en el año 1968, siendo un actor clave en el proceso de Reforma Universitaria bajo el gobierno de Eduardo Frei Montalva. Para llegar a este cargo, derrotó a la lista gremialista encabezada por Jaime Guzmán, estudiante de Derecho. Renuncia a su cargo prematuramente, en octubre de 1968, para "constituir la izquierda estudiantil". La centroizquierda no recuperaría la conducción de la FEUC hasta más de quince años después, con la elección del democratacristiano Tomás Jocelyn-Holt en 1984.
Durante el gobierno de la Unidad Popular, fue militante del Movimiento de Acción Popular Unitaria, radicándose posteriormente en el extranjero. Trabajó en diversos organismos internacionales, principalmente la Oficina Internacional del Trabajo (OIT).
En 1990 año fundó en California –junto al abogado chileno Julio Olalla– la empresa The Newfield Group. Aquí comenzó su carrera más profesional y diseñó un programa de formación en coaching ontológico, disciplina basada en incursiones devinieron en el discurso naciente de la ontología del lenguaje. En 1994, publicó Ontología del Lenguaje.

## Obra
- 1990: El búho de Minerva: introducción a la filosofía moderna, Santiago de Chile. JCSáez Editor. ISBN 9789567802562.
- 1994: Ontología del lenguaje, Santiago de Chile. JCSáez Editor. ISBN 9789506413521.
- 2000: La empresa emergente: la confianza y los desafíos de la transformación. Santiago de Chile. Ediciones Granica. ISBN 9506413010.
- 2006: Raíces de sentido: sobre egipcios, griegos, judíos y cristianos, Santiago de Chile. JCSáez Editor. ISBN 9789563060164.
- 2007: Por la senda del pensar ontológico, Santiago de Chile. JCSáez Editor. ISBN 978956306030.
- 2008: El observador y su mundo. Volúmenes I y II. Santiago de Chile. JCSáez Editor. ISBN 978956306122.
- 2009: Escritos sobre aprendizaje. Santiago de Chile. JCSáez Editor. ISBN 9789563060522.
- 2010: La ciencia presunta de Marx. Santiago de Chile. JCSáez Editor. ISBN 9789563061178.
- 2010: Mi Nietzsche: la filosofía del devenir y el emprendimiento. Santiago de Chile. JCSáez Editor. ISBN 9789563060522.
- 2014: Ética y coaching ontológico, Santiago de Chile. JCSáez Editor. ISBN 9789563060591.
- 2022: El giro de la mirada: superando nuestra obsolescencia ontológica. Santiago de Chile. JCSáez Editor. ISBN 9789878935423.